# Riot! (musikalbum)
Riot! är det andra skivsläppet från bandet Paramore, och släpptes i USA den 12 juni 2007, och i Storbritannien den 25 juni 2007.
Albumet spelades in i New Jersey med producenten David Bendeth. Bandet bestämde sig för att kalla albumet Riot! för att de gillade dess definition:
"Ett plötsligt utbrott av obehärskade känslor."
Riot! sålde 42 000 album i USA den första veckan och debuterade som #20 på Billboard 200 Den 1 september 2007, ca 3 månader senare, nådde albumet plats 15 på Billboard. Samma vecka gick första singeln från albumet, "Misery Business", än en gång in på Hot 100 plats 34. Riot! uppnådde också lite framgång i Storbritannien och nådde plats 24 på albumlistan. Albumet har sålt platina i USA (2008) och sålt i över 1 800 000 exemplar i USA.
Fueled by Ramen släppte Paramores Riot! ännu en gång den 20 november, som en MVI (music video interactive) Special Edition. Albumet innehåller bonuslåtar, bonusfinesser som liveframträdanden, och karaokeversioner av singlarna "Misery Business" och "Crushcrushcrush".

## Låtlista
Alla låtar är skrivna och komponerade av Hayley Williams och Josh Farro, om inget annat anges. 
| Nr  | Titel                                          | Längd |
| --- | ---------------------------------------------- | ----- |
| 1.  | For a Pessimist, I'm Pretty Optimistic         | 3:48  |
| 2.  | That's What You Get                            | 3:40  |
| 3.  | Hallelujah                                     | 3:23  |
| 4.  | Misery Business                                | 3:31  |
| 5.  | When It Rains (Williams, Farro, Zac Farro)     | 3:35  |
| 6.  | Let the Flames Begin                           | 3:18  |
| 7.  | Miracle                                        | 3:29  |
| 8.  | Crushcrushcrush                                | 3:09  |
| 9.  | We Are Broken (Williams, Farro, David Bendeth) | 3:38  |
| 10. | Fences (Williams, Farro, David Bendeth)        | 3:18  |
| 11. | Born for This                                  | 3:58  |

| 12. | When It Rains (demo)                                      | 3:24 |
| 13. | Misery Business (acoustic - live from Q101 Chicago)       | 3:17 |
| 14. | Pressure (acoustic - live from Q101 Chicago)              | 3:01 |
| 15. | For a Pessimist, I'm Pretty Optimistic (live from London) | 3:59 |
| 16. | Born for This (live from London)                          | 4:20 |

| 12. | Misery Business (acoustic) | 3:14 |

| 12. | Temporary (demo) | 3:24 |

| 12. | Decoy | 3:17 |

| 12. | Here We Go Again (live) | 3:23 |

| 12. | Misery Business (acoustic)                    | 3:16 |
| 13. | My Hero (Electronic Mix) (Foo Fighters cover) | 3:32 |

| 12. | Stop This Song (Lovesick Melody) | 3:23 |
| 13. | Rewind (demo)                    | 3:47 |
| 14. | Emergency (live)                 | 4:23 |

| 12. | Pressure (originally appeared on All We Know Is Falling) | 3:06 |
| 13. | crushcrushcrush (music video)                            | 3:09 |
| 14. | Misery Business (live from London) (video)               | 3:47 |
| 15. | Pressure (live from Anaheim) (video)                     | 3:45 |

| 1. | Sunday, Bloody Sunday (U2 cover) | 4:18 |
| 2. | Decoy                            | 3:17 |

## Singlar
- "Misery Business" - 3:18
- "Hallelujah" - 3:23
- "Crushcrushcrush"

## The Last Song You'll Ever Sing
Tidigt under 2007 hölls en tävling där fans kunde lägga upp coverlåtar av Paramores låtar på Youtube. Vinnaren fick chansen att möta bandet och körsjunga på "Born For This". "The Last Song You'll Ever Sing" är en rad från låten. Vinnaren var Mary Bonney, som går på College of William & Mary i Virginia.